# Rossija 1
Rossija 1, Россия 1 (pol. „Rosja 1”) – publiczna stacja telewizyjna Federacji Rosyjskiej, konkurent publicznej stacji Pierwyj kanał o palmę głównego kanału telewizji rosyjskiej. Odbiorcy kanału to ponad 117 milionów ludzi. Poza terytorium Rosji, transmisja większości programów odbywa się na częstotliwościach kanału RTR Płanieta. Jest to kanał publiczny całkowicie podporządkowany Kremlowi, „tuba propagandowa Kremla”.

## Historia
Kanał rozpoczął nadawanie w dniu 13 maja 1991 o godzinie 17:00 pod nazwą „Telewizja Rosyjska” (RTR) programem informacyjnym „Wiesti”. Od 13 maja do końca sierpnia 1991 roku „Telewizja Rosyjska” nadawała programy od 17:00 do 21:00 lub 21:45. 16 września 1991 drugi program Centralnej Telewizji ZSRR (istniejący od 14 lutego 1956) został zamknięty, a cały jego blok programów i całodziennej częstotliwości przeszedł do „Telewizji Rosyjskiej”. W sierpniu 1991 na częstotliwościach RTR na Łotwie rozpoczął nadawanie LTV7, w lutym 1992 na Ukrainie – UT-2 (obecnie 1+1). Od 1 listopada 1997 kanał nosił nazwę „Telewizja Rosyjska 1” (RTR-1). Od 1 września 2002 roku kanał działa pod nazwą „Rosja” (ros. Россия). 1 lipca 2008 na częstotliwościach telewizji „Rosja” na Białorusi rozpoczął nadawanie RTR-Biełaruś. 1 stycznia 2010 roku decyzją prezydenta Dmitrija Miedwiediewa, kanał zmienił nazwę z „Rosja” na „Rosja 1” (Rossija 1). 16 stycznia 2017 Rossija 1 przeszedł na nadawanie w formacie 16:9

### Nazwy kanału
- od 22 marca 1951 do 12 maja 1991 – Drugi Program Telewizji Centralnej ZSRR
- od 13 maja 1991 do 31 października 1997 oraz od 14 września 1998 do 31 sierpnia 2002 – Telewizja Rosyjska (RTR)
- od 1 listopada 1997 do 31 sierpnia 2002 – Telewizja Rosyjska 1 (RTR1)
- od 1 września 2002 do 31 grudnia 2009 – Rossija
- od 1 stycznia 2010 – Rossija 1

## Programy informacyjne Rossija 1
- Wiesti – główny program informacyjny Rossija 1, nadawany o 9:00, 11:00, 14:00, 17:00 i 20:00 dla zapewnienia serwisu informacyjnego we wszystkich strefach czasowych.
- Poranek Rosji – magazyn śniadaniowy programu Rossija 1.